# Acné (película)
Acné es una película uruguaya de 2008, coproducida por Argentina, México y España. Primera película del director Federico Veiroj, es una comedia dramática protagonizada por Alejandro Tocar, Julia Catalá, Belén Pouchan, Gustavo Melnik y Jenny Goldstein sobre un adolescente de trece años que, tratando de superar su timidez y los dramas familiares, busca su primer beso.

## Protagonistas
- Alejandro Tocar (Rafael)
- Julia Catalá
- Belén Pouchan (Nicole)
- Gustavo Melnik
- Jenny Goldstein
- Yoel Bercovici
- Igal Label
- David Blankleider
- Laura Piperno
- Verónica Perrotta

## Premios
- Premio de Televisión Española en Cine en Construcción, Festival Internacional de Cine de San Sebastián (2007).
- Tercer premio a la opera prima en el Festival Internacional del Nuevo Cine Latinoamericano de La Habana (2008).
- Mejor película en el Festival Internacional de Cine Latino de Los Ángeles (2008).
- Premio al mejor director en el Festival de Santiago de Chile (2009).[1]

### Otras nominaciones
- Premio Goya a la mejor película extranjera de habla hispana (2008).[3]